# Hipposideros ater
Hipposideros ater is een vleermuis uit het geslacht Hipposideros die voorkomt van India en Sri Lanka tot de Filipijnen, Nieuw-Guinea en Noord-Australië. Deze soort behoort tot de Hipposideros bicolor-groep en wordt in vroegere classificaties soms tot H. bicolor gerekend.
De geslachtsnaam Hipposideros komt van de Griekse woorden voor "paard" (ἴππος) en "ijzer" (σίδηρος) en betekent "hoefijzer"; een verwijzing naar het ingewikkelde neusblad waar soorten van dit geslacht door gekenmerkt worden. De soortaanduiding ater is Latijn voor "zwart" en verwijst naar de relatief donkere vachtkleur van deze soort.

## Leefgebied en gedrag
Op de Filipijnen wordt deze soort gevonden in regenwoud van zeeniveau tot 1200 m hoogte. Het dier roest daar in grotten in zowel bossen als landbouwgebieden. In Australië leeft de soort zowel in mangroves en regenwouden als in droge, open gebieden. Zoals de meeste vleermuizen is H. ater 's nachts actief. In Australië slaapt hij overdag in grotten, mijngangen en soms boomholtes, liefst op donkere, warme, vochtige plaatsen. Het dier eet kleine vliegende insecten. Deze vleermuis vliegt langzaam, maar wendbaar. De paartijd is in april; de jongen worden van oktober tot december geboren en worden gespeend in januari.

## Verspreiding

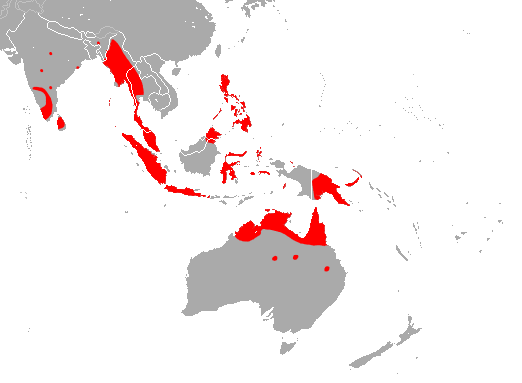
Het verspreidingsgebied

In Australië komt de soort voor in het uiterste noorden van West-Australië (Kimberley), de noordelijke helft van het Noordelijk Territorium en op het Kaap York-schiereiland en omliggende gebieden (Queensland). De soort is enkele malen gevangen in Midden-Queensland en het zuiden van het Noordelijk Territorium, buiten de "normale" verspreiding. Op Nieuw-Guinea is de soort slechts op drie plaatsen gevangen, alle drie gelegen in Papoea-Nieuw-Guinea. In de omgeving van Nieuw-Guinea is de soort gevonden op Ambon, de Aru-eilanden, Biak en Supiori, Buru, Ceram, Halmahera, Japen, Kairiru, Morotai, Nieuw-Brittannië, Nieuw-Ierland en Woodlark. Mogelijk komt hij ook voor op de Sangihe- en Talaud-eilanden. In de Filipijnen is de soort gevonden op Balabac, Bohol, Catanduanes, Leyte, Luzon, Marinduque, Maripipi, Mindanao, Negros en Palawan.

## Ondersoorten
Deze soort wordt in een aantal ondersoorten onderverdeeld: H. a. amboinensis (Peters, 1871) uit Ambon, H. a. antricola (Peters, 1861) uit de Filipijnen (inclusief Palawan), H. a. ater uit Sri Lanka en India, H. a. aruensis Gray, 1858 uit de Aru-eilanden en Nieuw-Guinea, H. a. gilberti uit Australië, H. a. nicobarulae uit de Nicobaren en H. a. saevus uit het gebied tussen Zuid-Thailand en de Molukken. Exemplaren uit Borneo kunnen niet tot een bepaalde ondersoort worden gerekend; hoewel ze op H. a. antricola en H. a. saevus lijken hebben ze een iets langere schedel. Net als bij H. a. ater en H. a. antricola zijn sommige tanden gereduceerd. Er zijn overigens slechts vier exemplaren bekend uit Borneo, waarvan er slechts één onbeschadigd is.

## Beschrijving
Het is een zeer kleine bladneusvleermuis, maar met enorm grote, brede, ronde oren. De vacht is lang en zacht. De bovenkant is grijsbruin tot grijs, maar soms ook oranje. Het vierkante neusblad is relatief simpel van vorm. De structuur van het neusblad lijkt op die van H. cineraceus, maar de kleur lijkt meer op die van H. pomona. Exemplaren van deze soort uit zowel India als Catanduanes hebben een karyotype van 2n=32, FN=60, net als veel andere Hipposideros-soorten.
In onderstaande tabel zijn de maten van H. ater uit verschillende gebieden opgenomen:
| Maat                  | Australië | Nieuw-Guinea | Supiori   | Borneo    | Palawan   | Catanduanes |
| --------------------- | --------- | ------------ | --------- | --------- | --------- | ----------- |
| Kop-romplengte (mm)   | 33-46     | 45,6         | 41,5-50,0 | -         | -         | -           |
| Staartlengte (mm)     | -         | 19,0         | 27,7-29,1 | -         | -         | -           |
| Voorarmlengte (mm)    | 34,5-40,5 | 40,0-42,8    | 40,6-42,5 | 40,4-40,7 | 39,4-40,4 | 40-43       |
| Tibialengte (mm)      | -         | 16,9-19,6    | 16,7-18,5 | -         | -         | -           |
| Achtervoetlengte (mm) | -         | 8-8,4        | -         | -         | -         | -           |
| Oorlengte (mm)        | -         | 19,7-20      | 16,8-18,2 | -         | -         | -           |
| Gewicht (g)           | 3,4-5,6   | 8,3          | 5,9-8,3   | -         | -         | -           |

Hipposideros abae · Himalayarondbladneus (Hipposideros armiger) · Hipposideros ater · Hipposideros beatus · Hipposideros bicolor · Hipposideros boeadii · Hipposideros breviceps · Gewone rondbladneus (Hipposideros caffer) · Hipposideros calcaratus · Hipposideros camerunensis · Hipposideros cervinus · Hipposideros cineraceus · Reuzenrondbladneus (Hipposideros commersoni) · Hipposideros coronatus · Hipposideros corynophyllus · Hipposideros coxi · Hipposideros crumeniferus · Hipposideros curtus · Hipposideros cyclops · Hipposideros demissus · Hipposideros diadema · Hipposideros dinops · Hipposideros doriae · Hipposideros durgadasi · Hipposideros dyacorum · Hipposideros edwardshilli · Hipposideros fuliginosus · Hipposideros fulvus · Hipposideros galeritus · Hipposideros gigas · Hipposideros grandis · Hipposideros halophyllus · Hipposideros hypophyllus · Hipposideros inexpectatus · Hipposideros inornatus · Jonesrondbladneus (Hipposideros jonesi) · Hipposideros khaokhouayensis · Hipposideros khasiana · Hipposideros lamottei · Hipposideros lankadiva · Hipposideros larvatus · Hipposideros lekaguli · Hipposideros lylei · Hipposideros macrobullatus · Hipposideros madurae · Hipposideros maggietaylorae · Hipposideros marisae · Hipposideros megalotis · Hipposideros muscinus · Maleise rondbladvleermuis (Hipposideros nequam) · Hipposideros obscurus · Hipposideros orbiculus · Hipposideros papua · Hipposideros pelingensis · Hipposideros pomona · Hipposideros pratti · Hipposideros pygmaeus · Hipposideros ridleyi · Hipposideros rotalis · Hipposideros ruber · Hipposideros scutinares · Hipposideros semoni · Hipposideros sorenseni · Schneiders rondbladneus (Hipposideros speoris) · Hipposideros stenotis · Hipposideros sumbae · Hipposideros thomensis · Hipposideros turpis · Hipposideros vittatus · Hipposideros wollastoni